# Butts Band
Butts Band es el primer álbum de estudio de la banda británica Butts Band. Fue publicado el 15 de enero de 1974 a través del sello Blue Thumb Records.

## Antecedentes
Butts Band surgió como consecuencia de que The Doors intentarn encontrar un reemplazo para el cantante Jim Morrison, quien había muerto en julio de 1971. Los tres Doors restantes habían lanzado dos álbumes (Other Voices en 1971 y Full Circle en 1972), con Ray Manzarek y Krieger compartiendo voces. Al no poder reclutar un cantante en los Estados Unidos, la banda fue a Londres en 1973 en busca de un vocalista experimentado y audicionaron a varios cantantes británicos, incluidos Howard Werth (vocalista de Audience), Kevin Coyne (vocalista de Siren) y Jess Roden. (vocalista de Bronco). Sin embargo, los tres miembros restantes sintieron que agregar un nuevo cantante no estaba funcionando y decidieron disolverse. Con Manzarek regresando a Los Ángeles, Krieger y Densmore comenzaron a buscar un nuevo proyecto, uniéndose con Roden en la voz, Phil Chen en el bajo, y Roy Davies en el teclado.

## Recepción de la crítica
Un escritor no especificado de la revista Cash Box escribió: “Con diversas mezclas de rock puro, jazz, pop y funk, el LP es diverso y unificado al mismo tiempo. [...] Los matices que se encuentran en este LP reflejan los diferentes estilos que adoptan los miembros individuales. Un buen esfuerzo”. Un escritor no especificado de Billboard describió Butts Band como “un interesante conjunto de material de rock bien hecho como «Be with Me»”.

## Lista de canciones
Todas las canciones escritas y compuestas por Robby Krieger, excepto donde esta anotado. 
| Lado uno |                                |          |  |
| N.º      | Título                         | Duración |  |
| 1.       | «I Won't Be Alone Anymore»     | 4:35     |  |
| 2.       | «Baja Bus»                     | 4:41     |  |
| 3.       | «Sweet Danger» (Jess Roden)    | 4:55     |  |
| 4.       | «Pop-a-Top» (Roden, Phil Chen) | 3:25     |  |

| Lado dos |                                            |          |  |
| N.º      | Título                                     | Duración |  |
| 1.       | «Be with Me»                               | 4:25     |  |
| 2.       | «New Ways» (Roden)                         | 3:57     |  |
| 3.       | «Love Your Brother»                        | 4:54     |  |
| 4.       | «Kansas City» (Jerry Leiber, Mike Stoller) | 4:04     |  |

## Créditos y personal
Créditos adaptados desde las notas de álbum de Butts Band.
Butts Band
- John Densmore – batería
- Robby Krieger – guitarra líder
- Jess Roden – guitarra rítmica, voces
- Phillip Chen – bajo eléctrico
- Roy Davies – teclados, sintetizador ARP

Personal técnico
- Bruce Botnick – productor, ingeniero de audio (1–4)
- Carlton Lee – ingeniero asistente (1–4)
- Keith Harwood – ingeniero de audio (5–8)
- Rik Pekkonen – mezclas

Diseño
- Gene Brownell – fotografía
- Jess Roden – concepto de portada
- Cathy Deeter – diseño de portada
- Len Freas – lettering